# Terina
Terina is een geslacht van vlinders van de familie spanners (Geometridae), uit de onderfamilie Ennominae.

## Soorten
- T. albidaria (Fabricius, 1787)
- T. circumcincta Prout, 1915
- T. circumdata (Walker, 1865)
- T. crocea Hampson, 1910
- T. charmione (Fabricius, 1793)
- T. chrysoptera Hampson, 1909
- T. doleris (Plötz, 1880)
- T. flaviorsa Prout, 1934
- T. internata (Warren, 1909)
- T. latifascia Walker, 1854
- T. maculifera Strand, 1911
- T. niphanda Druce, 1887
- T. octogesa (Druce, 1887)
- T. ochricosta Rebel, 1914
- T. overlaeti Prout, 1932
- T. puncticorpus Warren, 1897
- T. reliqua Prout, 1925
- T. renifera Warren, 1897
- T. rogersi Prout, 1915
- T. sanguinarea Bethune-Baker, 1911
- T. sanguinaria Bethune-Baker, 1911
- T. subfulva (Warren, 1905)
- T. tanyeces Prout, 1921
- T. wardi Sharpe, 1891